# Sessiliospora bicolor
Sessiliospora bicolor är en svampart som beskrevs av D. Hawksw. 1979. Sessiliospora bicolor ingår i släktet Sessiliospora, divisionen sporsäcksvampar och riket svampar.   Inga underarter finns listade i Catalogue of Life.